# 小偷阿星
《小偷阿星》是1990年上映的一部香港电影，由楚原執導；周星驰及胡慧中领衔主演，并由方中信、陈观泰及顾美华联合主演；曾江及何沛东友情演出。

## 內容
為警方作臥底的陳元龍，在一次與黑道的交易中身分敗露，險遭毒手，致失去記憶。之後遇上了小偷阿星，因失去記憶誤認星為自己親人，追纏不捨。後來阿星偶然發現龍之身分，因而助龍恢復記憶，然屢屢遭殺手追殺。其間龍遇上了上司李偉文，原來李偉文也牽涉入案件中，且還是事件的幕後黑手......

## 演員
| 演员   | 英文名        | 角色     | 粵語配音 |
| 周星馳 | Stephen Chow  | 阿星     |          |
| 胡慧中 | Sibelle Hu    | 楊寶玲   | 何錦華   |
| 方中信 | Alex Fong     | Eric     | 張炳強   |
| 陈观泰 | Chen Kuan Tai | 陳元龍   | 陳欣     |
| 顧美華 | Josephine Koo | 越南殺手 |          |
| 曾江   | Kenneth Tsang | 李偉文   | 賈鳳梧   |